# 臺中市立后里國民中學
臺中市立后里國民中學，簡稱后里國中，是臺灣臺中市后里區的一所國民中學。

## 校史
- 1962年7月，奉准籌備設校，派李榮茂為籌備主任。
- 1963年8月正式立案，定名為「臺中縣立后里初級中學」。
- 1968年，政府實施九年國民教育，奉令改制為「臺中縣立后里國民中學」。
- 1970年8月，奉令專收女學生。
- 1985年8月，再奉令男女生兼收，恢復男女生合校。
- 1986年10月，配合成功路闢建，完成校地徵收，圍牆興建，校園規模已具。
- 1998年8月，行政院核定遷校案，選定眉山村五甲六（6.4公頃）臺糖地為新校址。
- 2001年11月，臺中縣政府編列遷校第一期工程經費一億五仟萬元開工動土興建，並於2002年11月竣工。
- 2003年5月，臺中農田水利會捐助遷校第二期工程經費一億一仟萬元開工動土興建，並於2004年7月竣工。
- 2005年8月完成遷校工程並接續辦理運動場、球場興建工程。
- 2011年4月完成公辦民營學生午餐廚房設備並落成啟用。
- 2013年12月，風雨操場、公共藝術及思源樓演講廳落成啟用，完成舊校區八幢校舍及三間佔用戶的拆除。

## 歷任校長
1. 李榮茂：1963年8月－1969年7月
2. 李茂森：1969年8月－1976年7月
3. 吳紹宗：1976年8月－1980年7月
4. 詹德宏：1980年8月－1986年7月
5. 羅新堤：1986年8月－1991年1月
6. 張連祥：1991年2月－1996年1月
7. 張司禮：1996年2月－2002年1月
8. 張烈鐘：2002年2月－2007年1月
9. 陳聯鳯：2007年2月－2014年7月
10. 江鴻鈞：2014年8月－2015年7月
11. 鄭正通：2015年8月－2022年7月
12. 賴勝豐：2022年8月－現任

## 校友
- 楊勇緯（2020年東京奧運柔道男子60公斤級銀牌）
- 洪慈庸
- 翁鈺鈞

## 外部連結
- 臺中市立后里國民中學 校網 （页面存档备份，存于）